# Siegfried Müller (Prediger)
Siegfried Müller (* 11. September 1935; † 27. September 2024) war ein deutscher Prediger und Sohn des Gründers der pfingstlich geprägten freikirchlichen Gemeinde Missionswerk Karlsruhe, deren Leitung er 2006 an seinen Sohn Daniel übergab.

## Leben
Siegfried Müller war bis 1970 Inhaber eines Hochbauunternehmens. Bei einer Reise nach Korea zur Gemeinde von David Yonggi Cho hörte er nach eigenen Angaben in einer Erscheinung die Stimme Gottes. Daraufhin konzentrierte er sich auf die Leitung der Gemeinde und verkaufte sein Bauunternehmen.

## Wirken
Siegfried Müller ist Autor einer Reihe von Büchern über sein Wirken und seine Lehre. Der Verlag des Missionswerkes gibt neben Müllers Werken auch deutsche Übersetzungen der Bücher anderer Evangelisten heraus.
Seit März 2006 sendete Müllers Missionswerk Karlsruhe zunächst jeden Samstag und Sonntag vormittags auf dem Fernsehsender Das Vierte ein Verkündigungsprogramm. Derzeit (Stand Dezember 2023) werden Sendungen des Missionswerkes über die TV-Sender Bibel TV, Anixe+ und Rhein-Main TV übertragen, sowie über YouTube.